# Sclerophrys regularis
Sclerophrys regularis, conhecido popularmente como sapo-comum-africano, sapo-egípcio, sapo-africano-saltitante e sapo-de-reuss, é uma espécie de sapo da família Bufonidae. É amplamente encontrada na África Subsaariana, com sua distribuição estendendo-se aos oásis da Argélia e da Líbia, bem como ao norte do Egito Nilótico. Especificamente, pode ser encontrado em Angola, Benim, Burkina Faso, Camarões, Cabo Verde, República Centro-Africana, Chade, República do Congo, República Democrática do Congo, Costa do Marfim, Egito, Etiópia, Gabão, Gana, Guiné, Guiné-Bissau, Quênia, Libéria, Mali, Níger, Nigéria, Ruanda, Senegal, Serra Leoa, Sudão e Uganda.

## Descrição
O sapo-comum-africano é um sapo grande e robusto com uma pele verrucosa. Os machos crescem até um comprimento de focinho a cloaca de 62 a 91 milímetros (2,4 a 3,6 pol) e as fêmeas chegam a 70 a 130 milímetros (2,8 a 5,1 pol). As glândulas paratoides são grandes e paralelas ou em forma de rim e o macho tem uma única bolsa vocal sob o queixo. A superfície dorsal é marrom-oliva escura com manchas escuras no dorso, geralmente dispostas de forma bastante simétrica e, em animais mais jovens, há uma faixa mais clara ao longo da espinha. Existem manchas escuras menores no lábio superior e nas pálpebras, e as verrugas nos flancos costumam ser separadas por manchas escuras. As gargantas dos machos são pretas e as partes inferiores de ambos os sexos são brancas a bege. A chamada é um som estridente feito de dois pulsos e dura cerca de 0,9 segundo. Quando ameaçados, eles saltam para confundir (ou escapar) predadores e também se movem na água. Eles também têm patas traseiras palmadas para se propelirem na água.

## Habitat
O sapo-comum-africano é uma espécie abundante encontrada em savanas úmidas e secas, pastagens montanhosas, margens de florestas e habitats agrícolas. É frequentemente encontrado perto de rios, onde também procria. Não é uma espécie florestal, mas na zona florestal ainda pode ser encontrada em habitats e cidades degradadas (incluindo jardins). Em áreas mais secas, é substituído por outras espécies, como Amietophrynus garmani e Amietophrynus xeros.

## Estado
É uma espécie comum na maior parte de sua ampla distribuição. É uma espécie adaptável e a população é estável, então a União Internacional para a Conservação da Natureza listou seu estado de conservação como sendo pouco preocupante. Às vezes, tem sido explorado para o comércio de animais de estimação.

## Em cativeiro
São populares como animais de estimação. Manter dois ou mais exigirá um mínimo de um terrário de vinte galões.